# Distretto di Talas (Kazakistan)
Il distretto di Talas (in kazako Талас ауданы?) è un distretto (audan) del Kazakistan con  capoluogo Qaratau.